# Billy Eckstine
William Clarence "Billy" Eckstine (Pittsburgh, Pensilvânia, 8 de julho de 1914 - Pittsburgh, Pensilvânia, 8 de março de 1993) foi um cantor e trompetista norte-americano.

## Biografia
Depois de ter estudado na Howard University de Washington, trabalhou como cantor e diretor de sala em vários clubes noturnos de Buffalo, Detroit e Chicago. 
Barítono suave  e com um vibrato distintivo, superou barreiras ao longo da década de 1940, se tornando o primeiro líder de uma grande banda, também como o primeiro homem negro na música popular romântico.
Entre 1944 e 1947 Eckstine liderou uma banda que reunia a maioria das estrelas do jazz de todos os tempos. Ao lado de Charlie Parker, Dizzy Gillespie, Art Blakey, Dexter Gordon, Miles Davis, Fats Navarro e Sarah Vaughan, Eckstine foi um dos precursores do bebop.
Realizou algumas excursões à Austrália e Europa e em 1966 participou de alguns shows nas orquestras de Maynard Ferguson e de Duke Ellington. Em 1974 voltou à Europa para uma série de concertos em memória a Charlie Parker.
Morreu em 8 de março de 1993, aos 78 anos, em consequência de um derrame cerebral.